# Xã St. Albans, Quận Licking, Ohio
Xã St. Albans (tiếng Anh: St. Albans Township) là một xã thuộc quận Licking, tiểu bang Ohio, Hoa Kỳ. Năm 2010, dân số của xã này là 2.446 người.